# Långödammen
Långödammen är en sjö i Vrigstadsån i Sävsjö kommun och Värnamo kommun i Småland och ingår i Lagans huvudavrinningsområde. Sjön har en area på 1,11 kvadratkilometer och ligger 193 meter över havet. Sjön avvattnas av vattendraget Skålån (Storån).

## Delavrinningsområde
Långödammen ingår i det delavrinningsområde (635126-141576) som SMHI kallar för Utloppet av Långödammen. Medelhöjden är 207 meter över havet och ytan är 12,22 kvadratkilometer. Räknas de 55 delavrinningsområdena uppströms in blir den ackumulerade arean 785,53 kvadratkilometer. Skålån (Storån) som avvattnar avrinningsområdet har biflödesordning 2, vilket innebär att vattnet flödar genom totalt 2 vattendrag innan det når havet efter 198 kilometer. Delavrinningsområdet består mestadels av skog (75 procent). Avrinningsområdet har 1,45 kvadratkilometer vattenytor vilket ger det en sjöprocent på 11,9 procent.